# الملحكي (الشعر)

تعديل مصدري - تعديل

الملحكي هي إحدى قرى عزلة الأ ملؤك بمديرية الشعر التابعة لمحافظة إب، بلغ تعداد سكانها 638 نسمة حسب تعداد اليمن لعام 2004.